# 2021年奎达塞雷纳酒店爆炸案
2021年奎达塞雷纳酒店爆炸案发生于2021年4月21日，巴基斯坦俾路支省奎达的塞雷纳酒店发生炸弹爆炸，造成至少4人死亡，另有12人受伤。爆炸发生在该酒店的停车场。受襲酒店為中国驻巴基斯坦大使农融下榻酒店，但农融大使因外出躲过一劫。巴基斯坦塔利班运动在一份声明中声称对此次襲擊负责，並称此次事件是一起自杀式袭击。4月22日，中国驻巴基斯坦大使馆对此次袭击表示强烈谴责。